# Niklas Schell
Niklas Schell (* 3. Januar 1999 in Wiesbaden) ist ein deutscher Tennisspieler.

## Karriere
Mit fünf Jahren begann Niklas Schell das Tennisspielen. 2014 und 2015 wurde er Deutscher Meister im Einzel der U16, 2013 und 2015 gewann er zwei Titel im Doppel an der Seite von Rudi Molleker. Mit der deutschen Nationalmannschaft wurde er im Winter 2015 Europameister bei den U16-Jährigen. Schell wurde durch seine Erfolge in das DTB-Team befördert.
Bis zu seinem 18. Lebensjahr spielte er auf der ITF Junior Tour, dort erzielte er zwei Doppeltitel. Die höchste Platzierung belegte er in der Juniorenweltrangliste mit Rang 145 am 16. Januar 2017. Seitdem spielt er hauptsächlich auf der ATP Challenger Tour und ITF Future Tour bei den Profis. Im Einzel war sein bestes Resultat bislang das Erreichen eines Finals bei einem Future, im Doppel war er 19 mal bei Future-Turnieren erfolgreich. Beim Challenger in Cherbourg hat er zweimal das Doppelfinale erreicht, 2022 an der Seite von Hendrik Jebens und 2024 mit Ryan Nijboer. Dadurch schaffte er es in der Weltrangliste im Doppel bis auf Rang 218, während er im Einzel Platz 714 erreichte. Schell spielt für den TC Bad Vilbel und stieg 2022 mit diesem in die 2. Bundesliga auf.